# 邹鲁祖居敬爱堂
邹鲁祖居敬爱堂，位于中国广东省梅州市大埔县茶阳镇花窗村，为梅州市大埔县的一个县级文物保护单位，类型为近现代重要史迹及代表性建筑，公布时间为2005年。
邹鲁祖居敬爱堂的历史年代为清代。